# اچ‌دی ۳۳۴۶
اچ‌دی ۳۳۴۶ یک ستاره است که در صورت فلکی آندرومدا قرار دارد.